# Wagwari
Wagwari fou un petit estat tributari protegit de l'agència de Kathiawar, prant de Sorath, presidència de Bombai, format per un sol poble amb dos tributaris propietaris separats. La població el 1881 era de 89 habitants i la superfície de 8 km². Els ingressos s'estimaven en 120 lliures i pagava un tribut de 13 lliures al Gaikwar de Baroda i d'1,18 lliures al nawab de Junagarh.